# Potez 56
Potez 56 byl francouzský dvoumotorový dopravní letoun s kapacitou šest cestujících a jednoho pilota.

## Vývoj
Letoun Potez 56 vyvinula mateřská továrna pro svou dopravní pobočku Potez Aéro Service. První vyrobený stroj byl opatřen dvojicí hvězdicových devítiválců Potez 9Ab po 136 kW, které roztáčely dvoulisté nestavitelné vrtule.
Sériové letouny dostaly označení Potez 560 a Potez 561, které se odlišovaly úpravou zasklení kokpitu a stavitelnými dvoulistými kovovými vrtulemi. Na tento standard byly později upraveny všechny dříve postavené stroje Potez 560. Celková produkce civilních strojů dosáhla počtu 23 kusů.
Firma Société des Aéroplanes Henry Potez se snažila prosadit svůj letoun také v Armée de l'Air a Aéronavale jako cvičné stroje. Původní hranaté tvary byly zaobleny a průřez trupu byl snížen, protože při vojenském výcviku nebylo potřeba poskytovat pohodlí na úrovni dopravního letounu. Příď trupu byla zahrocena, aby měl pilot lepší výhled na polních letištích. Na hřbetě trupu konstruktéři vytvořili uzavíratelný kruhový otvor pro případnou instalaci cvičného střeliště.
V lednu 1936 se testoval Potez 56E určený pro námořní letectvo pro službu na letadlové lodi Béarn. Stroj měl opět instalovanou dvojici motorů Potez 9Ab, avšak křídlo bylo rychle demontovatelné a pod zádí byl zabudován zatažitelný přistávací hák. V březnu 1936 se zkoušel identický Potez 565 s výkonnějšími motory Potez 9EO o výkonu po 176 kW. Další testy byly ukončeny.
V říjnu 1936 objednalo francouzské vojenské letectvo sérii 53 letounů Potez 566 T.3 v kategorii avion de travail (pracovní letoun). K výcvikovým úkolům přibyl ještě požadavek na taktický frontový průzkum. Pod trup byl proto zabudován velký zaskelený pozorovatelský výstupek a na hřbet trupu dostal typ 566T3 střeleckou věž s jedním kulometem Darne ráže 7,5 mm. Po zkrácení objednávek byly v roce 1938 postaveny pouze tři exempláře.
V roce 1937 byla podepsána objednávka ze strany francouzského námořního letectva na deset kusů typu Potez 567, která byla postupně rozšířena na 22 letounů. Po jejich převzetí je Aéronavale velmi intenzívně využívalo pro vlekání terčů. Naviják pro tyto účely byl umístěn v trupu na úrovni křídla a lano s terčem se vypouštělo pod trup pomocí vodících trubek. Dodávka probíhala do května 1940, po kapitulaci Francie byly Potezy 567 používány také v námořním letectvu vlády ve Vichy.
Pro výcvik pilotů vícemotorových letadel vypracovala továrna variantu Potez 568 P.3 (perfectionnement du pilotage). Za vlastním pilotním prostorem byl ještě plně prosklený nesymetricky umístěný výstupek pro instruktora. Celkem bylo do kapitulace Francie dodáno 24 letounů, z nichž dvanáct zabavila Luftwaffe.

## Nasazení
Jediný postavený Potez 56 byl po výstavě na aerosalónu v Paříži opatřen imatrikulací F-ANSU a letecká společnost Potez Aéro Service jej od května 1935 nasadila na vnitrostátní linku Bordeaux—Toulouse—Marseille—Nice—Bastia.
Dva sériové Potezy 560 používal francouzský dopravce Régie Air Afrique v Maroku a Alžírsku, šest kusů zakoupila chilská společnost LAN a jeden vlastnil jako svůj služební letoun tehdejší předseda FAI rumunský princ Bibescu (YR-FAI).
Protože firma Potez vlastnila 30% kapitálu rumunského dopravce Societatea Anonimă Română de Transporturi Aeriene (SARTA), používala tato letecká společnost od roku 1935 pět strojů Potez 560 na svých místních linkách. V roce 1937 splynula se státní společností Liniile Aeriene Române Exploatate de Stat (LARES) včetně těchto letounů. LARES následně zakoupila další tři letouny Potez 561.

## Specifikace (Potez 56E)

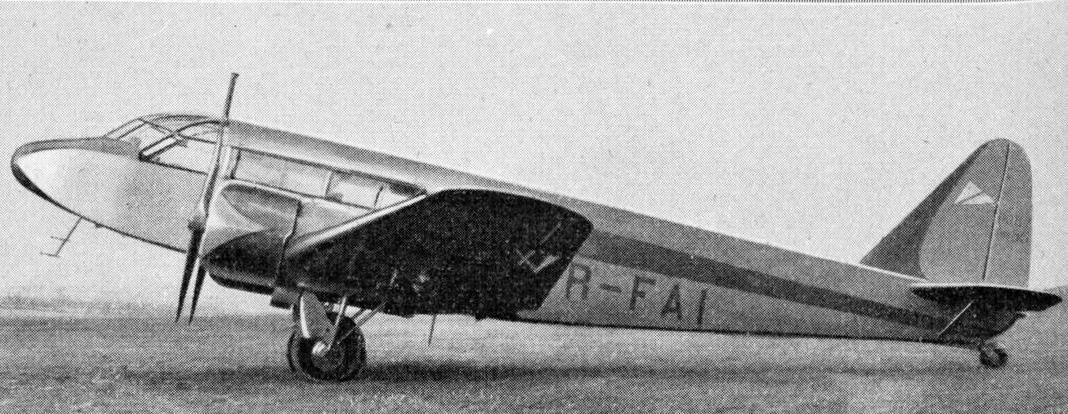
Potez 56 (YR-FAI)

Údaje podle

### Technické údaje
- Osádka: 3
- Rozpětí: 16,00 m
- Délka: 11,99 m
- Výška: 4,70 m
- Nosná plocha: 33,00 m²
- Hmotnost prázdného letounu: 1 747 kg
- Vzletová hmotnost: 2 600 kg
- Pohonná jednotka: 2 × hvězdicový motor Potez 9Ab
- Výkon pohonné jednotky: 185 k (138 kW)

### Výkony
- Maximální rychlost: 290 km/h
- Cestovní rychlost: 240 km/h
- Dostup: 5 500 m
- Maximální dolet: 1 600 km